# Archeria (plant)
Archeria is een geslacht uit de heidefamilie (Ericaceae). De soorten komen voor op het Australische eiland Tasmanië en in Nieuw-Zeeland.

## Soorten
- Archeria comberi Melville
- Archeria eriocarpa Hook.f.
- Archeria hirtella Hook.f.
- Archeria minor Hook.f.
- Archeria racemosa Hook.f.
- Archeria serpyllifolia Hook.f.
- Archeria traversii Hook.f.

... · 
Acrothamnus · 
Acrotriche · 
Agapetes · 
Agarista · 
Andersonia · 
Andromeda · 
Arbutus · 
Arctostaphylos · 
Calluna · 
Cassiope · 
Chimaphila · 
Daboecia · 
Dracophyllum · 
Empetrum · 
Enkianthus · 
Erica (Dophei) · 
Kalmia · 
Leptecophylla · 
Moneses · 
Monotropa · 
Orthilia · 
(Oxycoccus (Veenbes)) · 
Pieris · 
Pyrola (Wintergroen) · 
Rhododendron (Rododendron) · 
Vaccinium (Bosbes) . 
Woollsia . 
...